# Tahifilaxie
Toleranța este un termen în farmacologie care descrie o scădere acută, bruscă, a efectului administrării unui medicament, fiind caracterizată printr-o toleranță dobândită acută. Prin natura sa, tahifilaxia poate apărea rapid, la scurtă durată, după o singură administrare sau după repetarea administrării unor doze scăzute de medicament. Este un fenomen uneori complet (absența efectului), dar reversibil după încetarea tratamentului. Creșterea dozelor poate duce la revenirea efectului inițial.